# Margaret Rutherfordová
Margaret Taylorová Rutherfordová (11. května 1892, Londýn – 22. května 1972, Chalfont St Peter) byla anglická divadelní, televizní a filmová herečka. Do popředí se dostala po druhé světové válce ve filmových adaptacích Blithe Spirit podle Noëla Cowarda a The Importance of Being Earnest podle hry Jak je důležité míti Filipa od Oscara Wildea. Získala Oscara a Zlatý glóbus za roli vévodkyně z Brightonu ve filmu The V.I.P.s (1963). Na začátku 60. let hrála slečnu Marplovou, postavu Agathy Christieové, v sérii čtyř filmů George Pollocka. V roce 1961 byla jmenována důstojnicí Řádu britského impéria (OBE) a v roce 1967 dámou-komandérkou (DBE) tohoto řádu.